# Шик, Марк Львович
Марк Льво́вич Шик (род. 1 июня 1934, Москва) — врач, нейрофизиолог, доктор биологических наук. Научные труды (более 100) посвящены проблемам изучения движения крови по сосудам сердца и лёгких, регуляции движения человека и животных, локомоторных структур мозга

## Биография
М. Л. Шик родился в Москве 1 июня 1934 году в семье учёных — специалиста по физиологии дыхания Льва Лазаревича Шика (1911—1996) и его жены Лии Ильиничны, научного сотрудника АМН СССР.
Окончил школу с золотой медалью, в 1957 году — лечебный факультет 1-го Московского медицинского института.
В 1958—1960 годах работал в Институте экспериментальной биологии и медицины в Новосибирске, где в то время проводились исследования гемодинамики при болезнях сердца и лёгких.
С 1961 года работал в биологической лаборатории В. С. Гурфинкеля в теоретическом отделе Института биофизики АН СССР (Москва), занимался изучением и моделированием двигательных функций человека. Участвовал в семинаре по математической биологии, организованном математиками И. М. Гельфандом и М. Л. Цетлиным.
В 1992 году был приглашён на должность профессора Тель-Авивского университета, живёт в Израиле.

## Научная деятельность
В 1961 году защитил кандидатскую диссертацию («Лёгочное кровообращение при ограничении возврата крови из лёгочного контура у человека», руководители — В. С. Гурфинкель и Е. Н. Мешалкин), в 1969 — докторскую («Экспериментальные исследования контроля локомоции у животных», консультанты — И. М. Гельфанд и В. С. Гурфинкель).
Основные направления исследований:
- гемодинамика при болезнях сердца и лёгких;
- общие принципы управления движением, координации движений;
- влияние поражений мозга на координацию движений;
- моделирование двигательных функций человека.

### Научное открытие
В 1963 году М. Л. Шик совместно с Ф. В. Севериным и Г. Н. Орловским открыл «центр управления движением» — мезэнцефалическую локомоторную область, расположенную в среднем мозге. Раздражение этого участка мозга вызывало ходьбу как у интактной, так и у таламической (бескорковой) кошки. Это был первый пример получения сложного координированного движения электрической стимуляцией мозга. При этом вызванная локомоция имела те же характеристики, что и естественная локомоция. Этот результат вошел в классические учебники по нейрофизиологии.
Основной результат, который был получен группой М. Л. Шика в середине 1970-х годов, состоит в расширении представления о локомоторных центрах и механизмах активации локомоции у животных. После открытия локомоторной области среднего мозга возник вопрос, каким образом возбуждение из этой области распространяется до генераторов шагания спинного мозга. Исследования показали, что шагательные движения возникают как следствие возбуждения проприоспинальных нейронов на значительном протяжении спинного мозга, которые активируют генераторы шагания.

### Избранные труды
- Власов Ю. А., Гурфинкель В. С., Иванов Д. И., Малкин В. Б., Попова Е. О., Шик М. Л. Исследование гемодинамики при кислородном дыхании при избыточном давлении // Бюлл. эксперим. биол. мед. — 1961. — Т. 51, № 4. — С. 22—27.
- Гурфинкель В. С., Капуллер Л. Л., Шик М. Л. Сфинктеры легочных вен у человека и их значение // Бюлл. эксперим. биол. мед. — 1961. — Т. 51, № 6. — С. 14—17.
- Гельфанд И. М., Гурфинкель В. С., Коц Я. М., Кринский В. И., Цетлин М. Л., Шик М. Л. Исследование постуральной активности // Биофизика. — 1964. — Вып. 9. — С. 710—717.
- Гурфинкель В. С., Кандель Е. И., Коц Я. М., Шик М. Л. Треморография в прогнозе эффективности операции при паркинсонизме // Пробл. нейрохирургии. — 1963. — Т. 27, № 4. — С. 1—6.
- Гурфинкель В. С., Коц Я. М., Шик М. Л. Регуляция позы человека. — М.: Наука, 1965. — 256 с.
- Казенников О. В., Селионов В. А., Шик М. Л., Яковлева Г. В. Ромбовидная «локомоторная область» у черепах // Нейрофизиология. — 1980. — Вып. 12. — С. 382—390.
- Мешалкин Е. Н., Мешалкин И. Н., Шик М. Л. Исследование легочного кровообращения у пациентов с митральными заболеваниями сердца // Терапю архив. — 1961. — Т. 33, № 4. — С. 18—26.
- Орловский Г. Н., Северин Ф. В., Шик М. Л. Локомоция, вызываемая стимуляцией среднего мозга // Доклады АН СССР. — 1966. — Т. 169, № 5. — С. 1223—1226.
- Пятецкий-Шапиро И. И., Шик М. Л. К вопросу о контроле движений позвоночника // Биофизика. — 1964. — Вып. 9. — С. 488—492.
- Шик М. Л. О взаимосвязи давлений в артериальном и венозном сегментах легочного кровообращения при митральном заболевании // Эксперим. хирургия и анестезиология. — 1961. — Т. 3, № 4. — С. 34—37.
- Шик М. Л. Управление наземной локомоцией млекопитающих животных // Физиология движения. — Л.: Наука, 1976. — С. 234—275.
- Шик М. Л. Экспериментальное исследование управления локомоцией у животных : Автореф. дис. … д-ра биол. наук / АН СССР. Ин-т биол. физики. — М. : [б. и.], 1967. — 23 с.
- Шик М. Л., Орловский Г. Н., Северин Ф. В. Организация локомоторной синергии // Биофизика. — 1966. — Вып. 11. — С. 879—886.
- Шик М. Л., Северин Ф. В., Орловский Г. Н. Управление ходьбой и бегом посредством электрической стимуляции среднего мозга // Биофизика. — 1966. — Т. 11, № 5. — С. 659—666.
- Bar-Gad I., Kagan I., Shik M. L. Behavior of hindbrain neurons during the transition from rest to evoked locomotion in a newt // Prog. Brain Res. — 1999. — Vol. 123. — P. 285—294.
- Grillner S., Shik M. L. On the descending control of the lumbosacral spinal cord from the «mesencephalic locomotor region» // Acta Physiol Scand. — 1973. — Vol. 87, № 3. — P. 320—333.
- Kagan I., Shik M. L. How the mesencephalic locomotor region recruits hindbrain neurons // Prog. Brain Res. — 2004. — Vol. 143. — P. 221—230.
- Mori S., Shik M. L., Yagodnitsyn A. S. Role of pontine tegmentum for locomotor control in mesencephalic cat // J. Neurophysiol. — 1977, Vol. 40, № 2. — P. 284—295.